# Gliceri Nonell i Mas
Gliceri Nonell i Mas (Argentona, 22 de desembre del 1841 – Mataró, 22 de gener del 1921) fou un sacerdot escolapi i compositor català.

## Biografia
Entrà a l'Escola Pia el 1859 amb divuit anys. Va fer el noviciat a Sabadell i els estudis eclesiàstics a Moià. El març de 1867 va ser ordenat sacerdot. Començà a ensenyar als escolapis de Balaguer, continuà als d'Olot (1870-1871) i va ser destinat a Cuba (1871-1889). Va ser director d'interns i professor de llatí. Posteriorment va ser destinat al col·legi de Sant Antoni de Barcelona (1889-1984) com a professor de llatí dels nois que volien anar al seminari i mestre de novicis del germans operaris. Quan el 1894 l'internat antonià es va traslladar al nou edifici de Sarrià, el noviciat amb el pare Nonell feren el mateix camí.
Va ser nomenat rector de Moià, càrrec que exercí durant tres triennis (1900-1909). Aconseguí aixecar el nou pavelló d'aules que s'havien projectat el 1883, buscant primer un acord amb la parròquia a fi que l'edifici servís els diumenges per a les Escoles Dominicals. Fracassat aquest intent, acudí a la Diputació Provincial que ajudà econòmicament. La col·laboració de molta gent del poble contribuí a fer que en el curs 1903-1904 es poguessin inaugurar les noves aules a la carretera de l'Estany. A Moià el pare Nonell va simplificar i intentant donar més sentit a la primera comunió dels alumnes. A partir de 1906 el cerimonial va ser el següent: els neocombregants amb un ciri encès a la mà sortien de l'aula en processó i en entrar a l'església es cantava Laudate pueri. Situats als seus llocs es feia l'exposició menor (és a dir, amb el copó sense la custòdia), una breu prèdica, la missa i abans de la comunió una nova prèdica; després de la benedicció amb el Santíssim, es cantava el Te Deum. Aquest nou sistema de celebració sembla que a l'Escola Pia s'inicià a Moià amb el pare Nonell i va ser el primer pas a les reformes posteriors que enriquiren aquest principi: renovació de les promeses del baptisme, entrega dels símbols. Mestre obert a noves iniciatives, promocionà les visites organitzades a masies, com la del Masot, o llocs emblemàtics, com el monestir de Santa Maria de l'Estany, visites que organitzaven i preparaven els alumnes; arribats al lloc eren ells el que n'explicaven la història i significat. El 1904 s'inicià l'Observatori Meteorològic el qual des de 1907 ha anat informant del temps. Va passar els últims any de la seva vida a Mataró dedicat a la catequesi dels pàrvuls i a atenció dels fidels en el confessionari. El pare Nonell, bon formador, era un reconegut llatinista i músic; va compondre diverses obres musicals, la majoria conservades manuscrites a l'Arxiu Provincial de l'Escola Pia de Catalunya.

## Obra escrita
- Ejercicios para los alumnos de 1º y 2º año de latín. 2ª ed. La Habana, Tip. Niños Huérfanos, 1888.

## Obres musicals
- Tota pulchra, a 3 veus i acompanyament. Barcelona, Vidal, s/d. També manuscrita.
- Gozos del B. P. Pompilio Mª Pirrotti de las Escuelas Pías. «Suba al cielo fervoroso…» A 3 veus i acompanyament. Manuscrita.
- Misa calasancia, a 3 veus i acompanyament. Manuscrita.
- O salutaris, a 2 veus
- Libera me, Domine, a 2 veus
- Trisagios, a 3 veus
- Cánticos marianos
- Colección de Padrenuestros y Avemarías
- Juego musical al Niño Jesús
- Stabat Mater, amb acompanyament.
- Réquiem, cantat en la missa de difunts del 2 de novembre de 1895 (segons Miquel PUIG I REIXACH: Escola Pia de Sarrià, pàg. 293)